# Juan Calzado
Juan Calzado, né le 16 mars 1937 à Barcelone, est un joueur espagnol de hockey sur gazon.

## Carrière
Juan Calzado a fait partie de la sélection espagnole de hockey sur gazon médaillée de bronze aux Jeux olympiques d'été de 1960 à Rome.